# Five Finger Death Punch
A Five Finger Death Punch (gyakran 5FDP-ként, vagy FFDP-ként rövidítve) egy amerikai heavy metal zenekar Los Angelesből, 2005-ben alakult. A név a klasszikus kungfumozihoz kötődik. A név Quentin Tarantino Kill Bill című filmjében is megjelenik, ahol ez egy halálos ütés.

## Története
A zenekar eredetileg a Motograter és a Ghost Machine énekeséből, Ivan Moodyból, az U.P.O. gitárosából, Báthory Zoltánból, Caleb Bingham, Anubis Rising gitárosokból, a Deadsett basszistájából, Matt Snellből és a W.A.S.P. dobosából, Jeremy Spencerből állt. Ők voltak az alapítók, 2005-ben. Azután 2006-ban Bingham helyét a W.A.S.P. gitárosa, Darrell Roberts töltötte be, akit pedig Alice Cooper volt gitárosa, Jason Hook váltott 2009-ben.
A debütáló albumuk, a The Way of the Fist 2007 júliusában jelent meg, és több mint 500.000 példányban kelt el. A War Is the Answer című második albumuknak, ami 2009-ben jelent meg pedig a Billboard 200-as listán a 7. helyet is sikerült megszereznie. A következő albumuk az American Capitalist 2011-ben jelent meg, és a harmadik helyen debütált a Billboard 200-on, több mint 90.000 eladott példánnyal az első héten. Azóta megjelent a Wrong Side of The Heaven és a Got Your Six.
Több nagyszabású turnén és fesztiválon játszottak már, beleértve a Korn Family Values, és a Bitch, We Got a Problem turnéját, játszottak a Mayhem fesztivál Jägermeister színpadán 2008-ban, 2010-ben már a főszínpadon nyomták, csakúgy, mint 2009-es és 2010-es Download fesztiválon, az Egyesült Királyságban. Ezen kívül még olyan feszteken játszottak, mint a Rock am Ring, Rock im Park, Hammerfest, olyan zenekarokkal turnéztak, mint a Korn, Disturbed, Slipknot, Lamb of God, Machine Head vagy a Hellyeah.

## Diszkográfia
- 2007: The Way of the Fist
- 2009: War Is the Answer
- 2011: American Capitalist
- 2013: The Wrong Side of Heaven and the Righteous Side of Hell, Volume 1
- 2013: The Wrong Side of Heaven and the Righteous Side of Hell, Volume 2
- 2015: Got Your Six
- 2017: A Decade of Destruction
- 2018: And Justice for None
- 2020: F8
- 2022: AfterLife

## Díjak, jelölések
| Cím                                   | Díj                             | A jelölt munka          | Eredmény |
| ------------------------------------- | ------------------------------- | ----------------------- | -------- |
| 2008 MTV's Headbangers Ball           | Top 5 Videó                     | The Bleeding            | Top 5    |
| 2009 Metal Hammer Golden God díjátadó | A legjobb új zenekar            | Five Finger Death Punch | Nyert    |
| 2009 Kerrang! díjátadó                | A legjobb nemzetközi új zenekar | Five Finger Death Punch | Jelölt   |
| FMQB’s 2009 év végi metál szavazás    | A legígéretesebb banda/művész   | Five Finger Death Punch | Nyert    |
| AOL's 2009 top rock dal szavazás      | 2009 legjobb rock dalai         | Hard To See             | Top 10   |
| AOL metál szavazás                    | 2009 top 10 metál dala          | No One Gets Left Behind | Top 3    |
| Guitar Edge 2009 legjobbja            | 2009 top 10 gitár riffje        | Bulletproof             | Top 3    |
| 2010 Metal Hammer Golden God díjátadó | A legnagyobb áttörés            | Five Finger Death Punch | Nyert    |

## Tagok
Jelenlegi tagok
- Báthory Zoltán – gitár  (2005 óta)
- Charlie Engen – dobok (2018 óta)
- Ivan Moody – ének  (2006 óta)
- Jason Hook – gitár, háttérvokál  (2009 óta)
- Chris Kael – basszusgitár, háttérvokál  (2011 óta)

Korábbi tagok
- Caleb Bingham – gitár (2005–2006)
- Darrell Roberts – gitár, háttérvokál (2006–2009)
- Matt Snell – basszusgitár, háttérvokál  (2006–2010)
- Jeremy Spencer – dobok  (2005–2018)

## Idézetek a zenekarról
"A hard rock ragyogásának hatalmas fenevadja." Metal Hammer

"A Five Finger Death Punch tényleg nagy zaj lesz. Ez nem vélemény, hanem tény." Kerrang!

## Kapcsolódó linkek
- Myspace
- YouTube channel
- Twitter
- iTunes
- Facebook
- Instagram
- Spotify